# Supercopa de Europa 1986
La Supercopa de Europa 1986, fue la 11.ª edición de la Supercopa de la UEFA, que enfrenta anualmente al campeón de la Copa de Europa contra el vencedor de la Recopa de Europa de la temporada anterior. 
El trofeo lo disputaron el Steaua de Bucarest (campeón de la Copa de Europa 1985-86) y el Dinamo de Kiev (monarca de la Recopa de Europa 1985-86) en el Stade Louis II de Mónaco, el día 24 de febrero de 1987.
El campeón fue el equipo rumano al vencer a su similar soviético por 1 a 0, con gol de Gheorghe Hagi.

## Equipos participantes
| Steaua de Bucarest |  | Rumania         |  | Campeón de la Copa de Europa (1985-86)   |
| Dinamo de Kiev     |  | Unión Soviética |  | Campeón de la Recopa de Europa (1985-86) |

## Detalles del encuentro
| 24 de febrero de 1987 | Steaua de Bucarest | 1 – 0   | Dinamo de Kiev | Stade Louis II, Mónaco (Mónaco)                                   |                                                                   |
|                       | Gheorghe Hagi 44'  | Reporte |                | Asistencia: 8.456 espectadores Árbitro(s): Luigi Agnolin (Italia) | Asistencia: 8.456 espectadores Árbitro(s): Luigi Agnolin (Italia) |

| 1          | POR        | Dumitru Stângaciu  |     |
| 2          | DEF        | Ştefan Iovan       |     |
| 4          | DEF        | Adrian Bumbescu    |     |
| 6          | DEF        | Miodrag Belodedici |     |
| 3          | DEF        | Ilie Bărbulescu    |     |
| 8          | MED        | Lucian Bălan       |     |
| 5          | MED        | Tudorel Stoica     |     |
| 11         | MED        | László Bölöni      |     |
| 10         | MED        | Gheorghe Hagi      | 84' |
| 7          | DEL        | Marius Lăcătuș     | 89' |
| 9          | DEL        | Victor Pițurcă     |     |
| Entrenador | Entrenador | Anghel Iordănescu  |     |

| 1          | POR        | Viktor Chanov      |     |
| 2          | DEF        | Andriy Bal         |     |
| 6          | DEF        | Anatoly Demyanenko |     |
| 4          | DEF        | Oleh Kuznetsov     |     |
| 3          | DEF        | Serguéi Baltacha   |     |
| 5          | MED        | Vasyl Rats         |     |
| 7          | MED        | Pavlo Yakovenko    |     |
| 8          | MED        | Vadym Yevtushenko  |     |
| 9          | MED        | Oleksandr Zavarov  | 77' |
| 10         | DEL        | Igor Belanov       | 50' |
| 11         | DEL        | Oleh Blojín        |     |
| Entrenador | Entrenador | Valeri Lobanovsk   |     |

| 14 | DEF | Mihail Majearu | 89' |
| 16 | DEL | Gabi Balint    | 84' |

| 17 | MED | Alekséi Mijailichenko | 50' |
| 16 | MED | Oleg Morozov          | 77' |

| Anotado | 44' | Gheorghe Hagi | 1-0 |

| Árbitro | Luigi Agnolin |

| 1          | POR        | Dumitru Stângaciu  |     |
| 2          | DEF        | Ştefan Iovan       |     |
| 4          | DEF        | Adrian Bumbescu    |     |
| 6          | DEF        | Miodrag Belodedici |     |
| 3          | DEF        | Ilie Bărbulescu    |     |
| 8          | MED        | Lucian Bălan       |     |
| 5          | MED        | Tudorel Stoica     |     |
| 11         | MED        | László Bölöni      |     |
| 10         | MED        | Gheorghe Hagi      | 84' |
| 7          | DEL        | Marius Lăcătuș     | 89' |
| 9          | DEL        | Victor Pițurcă     |     |
| Entrenador | Entrenador | Anghel Iordănescu  |     |

| 1          | POR        | Viktor Chanov      |     |
| 2          | DEF        | Andriy Bal         |     |
| 6          | DEF        | Anatoly Demyanenko |     |
| 4          | DEF        | Oleh Kuznetsov     |     |
| 3          | DEF        | Serguéi Baltacha   |     |
| 5          | MED        | Vasyl Rats         |     |
| 7          | MED        | Pavlo Yakovenko    |     |
| 8          | MED        | Vadym Yevtushenko  |     |
| 9          | MED        | Oleksandr Zavarov  | 77' |
| 10         | DEL        | Igor Belanov       | 50' |
| 11         | DEL        | Oleh Blojín        |     |
| Entrenador | Entrenador | Valeri Lobanovsk   |     |

| 14 | DEF | Mihail Majearu | 89' |
| 16 | DEL | Gabi Balint    | 84' |

| 17 | MED | Alekséi Mijailichenko | 50' |
| 16 | MED | Oleg Morozov          | 77' |

| Anotado | 44' | Gheorghe Hagi | 1-0 |

| Árbitro | Luigi Agnolin |

|                                      |
|                                      |
| Bandera de Rumania                   |
| Campeón Steaua de Bucarest 1º Título |